# Копљаши
Копљаши (лат. Cephalochordata или лат. Acrania) су подтип хордата код кога се хорда пружа од врха рострума до краја репа, односно, дуж читавог тела и присутна је током целог живота. 

## Грађа
Грађа копљаша, посебно амфиоксуса, представља шему за разумевање грађе кичмењака. 
Хорда је обавијена фиброзним омотачем који је изграђен од колагених влакана (хордина сара). Овај чврсти омотач спречава дислокацију ћелија које су постављене у низу и чврсто приљубљене једна уз другу.
Изнад хорде се, читавом дужином тела, пружа нервна цев. Испод хорде је црево чији је предњи део диференциран у снажно ждрело са бројним шкржним прорезима.
Дуж бокова тела пружају се две снажне мишићне масе. Мишићи су преградама (myoseptae) издељени на до 60 мишићних сегмената (myomerae) у облику слова V. 

## Класификација
Подтип копљаша обухвата око 30 врста које се класификују у две породице, или два рода (према неким ауторима): 
- Породица 
  - род 

  - род
- Породица 
  - род 
    - амфиоксус (Branchiostoma lanceolatum), као најпознатија врста